# Moros (mythologie)
Pour les articles homonymes, voir Moros.
Dans la mythologie grecque, Moros (en grec ancien Μόρος / Móros, « destin fatal », « mort violente ») ou Oléthros (Ὄλεθρος / Ólethros, « destruction », « heure dernière ») est une divinité personnifiant l'acheminement vers un sort implacable. Il correspond à Fatum (ru) chez les Romains.

## Famille et associés
Il est cité pour la première fois dans la Théogonie d'Hésiode, qui parle de l'« odieux Moros » et en fait le fils de Nyx (la Nuit), qu'elle aurait conçu seule comme de nombreuses autres divinités allégoriques. Cependant Hygin et Cicéron lui donnent Érèbe comme père.
Chez Quintus de Smyrne, il est associé en particulier aux Kères sur le champ de bataille, dont il constitue un pendant masculin.

## Mythologie
Dans la tragédie d'Eschyle Prométhée enchaîné, le Titan suggère qu'il a donné à l'humanité l'esprit Elpis, qui signifie espoir, afin de les aider à ignorer l'inévitabilité de Moros. Il est également appelé « le dieu destructeur qui, même dans le royaume de la mort, ne libère pas sa victime », renforçant ainsi son image de représentant de l'inévitabilité de la mort et de la souffrance.

## Représentations
Moros est représenté par une tornade.

## Sources
- Cicéron, De natura deorum [détail des éditions] [lire en ligne] (III, 17).
- Hésiode, Théogonie [détail des éditions] [lire en ligne] (v. 211).
- Hygin, Fables [détail des éditions] [(la) lire en ligne] (Préface, I).
- Quintus de Smyrne, Suite d'Homère [détail des éditions] [lire en ligne] (VIII, 324).